# مارغريت ماتزيناور

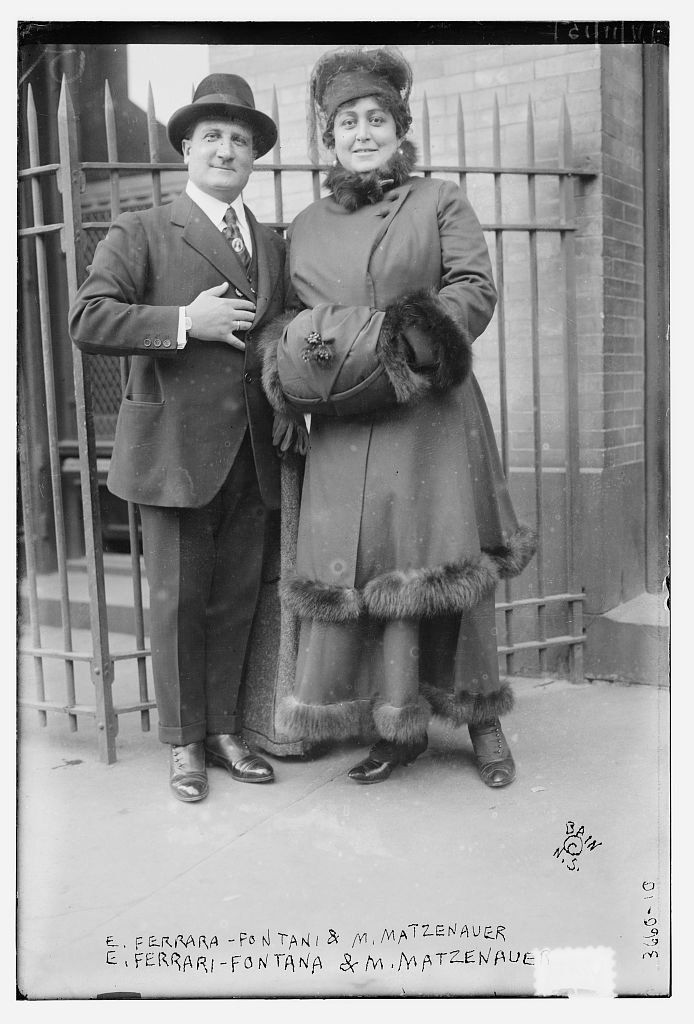
إدواردو فيراري فونتانا ومارغريت ماتزيناور في عام 1915 في أوبرا متروبوليتان

مارغريت ماتزيناور تُكتب أحيانًا مارغريت ماتزيناور أو مارغريت ماتزيناور ولدت في 1يونيو 1881 وتوفيت في 19 مايو 1963 كانت نمساوية-هنغارية المولد ومقيمة لاحقًا في الولايات المتحدة وميزو سوبرانو. قامت بأداء أعمال رئيسية من الأوبرا الأوبرالية الإيطالية والألمانية في أوروبا والولايات المتحدة.

## روابط خارجية
- مارغريت ماتزيناور
- Works by or about Margaret Matzenauer